# FA Amateur Cup
Der FA Amateur Cup war ein englischer Fußball-Pokalwettbewerb für Amateurvereine. Der Pokal wurde von 1893 bis 1974 ausgespielt.

## Geschichte
Nach der Legalisierung des Berufsspielertums im Jahre 1885 machten sich bald deutliche Leistungsunterschiede zwischen den Profi- und Amateurklubs bemerkbar, die im FA Cup aufeinandertrafen. Aus diesem Grund schlug der FC Sheffield 1892 vor, speziell für die Amateurklubs einen weiteren Pokalwettbewerb einzuführen. Das Ansinnen wurde vom englischen Fußballverband zunächst abgelehnt, ein Jahr später aber dann doch noch umgesetzt.
Insgesamt wurden 71 Austragungen vorgenommen, während des Ersten und Zweiten Weltkriegs pausierte der Wettbewerb. Rekordsieger ist der FC Bishop Auckland mit zehn Erfolgen bei 18 Finalteilnahmen. Letztmals wurde der Pokal 1973/74 ausgespielt, mit der Abschaffung des Amateurbegriffs durch die FA wurde auch der Wettbewerb eingestellt. Als Nachfolgewettbewerbe werden die bereits 1969 eingeführte FA Trophy und die 1974 ins Leben gerufenen FA Vase organisiert.

## Finalergebnisse
| Saison    | Sieger                     | Ergebnis  | Finalist                      | Austragungsort                |
| --------- | -------------------------- | --------- | ----------------------------- | ----------------------------- |
| 1893/94   | Old Carthusians            | 2:1       | FC Casuals                    | Richmond Athletic Ground      |
| 1894/95   | FC Middlesbrough           | 2:1       | Old Carthusians               | Headingley Stadium            |
| 1895/96   | FC Bishop Auckland         | 1:0       | Royal Artillery Portsmouth    | Walnut Street, Leicester      |
| 1896/97   | Old Carthusians            | 1:1 n. V. | FC Stockton                   | Tufnell Park                  |
| Replay    | Old Carthusians            | 4:1       | FC Stockton                   | Feethams                      |
| 1897/98   | FC Middlesbrough           | 2:1       | FC Uxbridge                   | Crystal Palace                |
| 1898/99   | FC Stockton                | 1:0       | Harwich & Parkeston           | Linthorpe Road, Middlesbrough |
| 1899/1900 | FC Bishop Auckland         | 5:1       | Lowestoft Town                | Leicester                     |
| 1900/01   | Crook Town                 | 1:1 n. V. | FC King’s Lynn                | Dovercourt                    |
| Replay    | Crook Town                 | 3:0       | FC King’s Lynn                | Ipswich                       |
| 1901/02   | Old Malvernians            | 5:1       | FC Bishop Auckland            | Headingley Stadium            |
| 1902/03   | FC Stockton                | 0:0 n. V. | Oxford City                   | Reading                       |
| Replay    | FC Stockton                | 1:0       | Oxford City                   | Feethams                      |
| 1903/04   | FC Sheffield               | 3:1       | AFC Ealing                    | Bradford                      |
| 1904/05   | West Hartlepool            | 3:2       | FC Clapton                    | Shepherd’s Bush               |
| 1905/06   | Oxford City                | 3:0       | FC Bishop Auckland            | Stockton-on-Tees              |
| 1906/07   | FC Clapton                 | 2:1       | FC Stockton                   | Stamford Bridge               |
| 1907/08   | Depot Bn., Royal Engineers | 2:1       | FC Stockton                   | FC Bishop Auckland            |
| 1908/09   | FC Clapton                 | 6:0       | Eston United                  | Ilford                        |
| 1909/10   | FC RMLI Gosport            | 2:1       | FC South Bank                 | FC Bishop Auckland            |
| 1910/11   | FC Bromley                 | 1:0       | FC Bishop Auckland            | Herne Hill                    |
| 1911/12   | FC Stockton                | 0:0 n. V. | Eston United                  | Ayresome Park                 |
| Replay    | FC Stockton                | 1:0       | Eston United                  | Ayresome Park                 |
| 1912/13   | FC South Bank              | 1:1 n. V. | Oxford City                   | Elm Park                      |
| Replay    | FC South Bank              | 1:0       | Oxford City                   | Kingsway, Bishop Auckland     |
| 1913/14   | FC Bishop Auckland         | 1:0       | Northern Nomads               | Elland Road                   |
| 1914/15   | FC Clapton                 | 1:0       | FC Bishop Auckland            | The Den                       |
| 1919/20   | Dulwich Hamlet             | 1:0       | FC Tufnell Park               | The Den                       |
| 1920/21   | FC Bishop Auckland         | 4:2       | Swindon Victoria              | Ayresome Park                 |
| 1921/22   | FC Bishop Auckland         | 5:2 n. V. | FC South Bank                 | Ayresome Park                 |
| 1922/23   | London Caledonians         | 2:1       | Evesham Town                  | Crystal Palace                |
| 1923/24   | FC Clapton                 | 3:0       | Erith & Belvedere             | The Den                       |
| 1924/25   | FC Clapton                 | 2:1       | FC Southall                   | The Den                       |
| 1925/26   | Northern Nomads            | 7:1       | FC Stockton                   | Roker Park                    |
| 1926/27   | FC Leyton                  | 3:1       | Barking Town                  | The Den                       |
| 1927/28   | FC Leyton                  | 3:2       | FC Cockfield                  | Ayresome Park                 |
| 1928/29   | FC Ilford                  | 3:1       | FC Leyton                     | Highbury                      |
| 1929/30   | FC Ilford                  | 5:1       | Bournemouth Gasworks Athletic | Upton Park                    |
| 1930/31   | Wycombe Wanderers          | 1:0       | FC Hayes                      | Highbury                      |
| 1931/32   | Dulwich Hamlet             | 7:1       | FC Marine                     | Upton Park                    |
| 1932/33   | FC Kingstonian             | 4:1 n. V. | FC Stockton                   | Champion Hill                 |
| Replay    | FC Kingstonian             | 4:1       | FC Stockton                   | Feethams                      |
| 1933/34   | Dulwich Hamlet             | 2:1       | FC Leyton                     | Upton Park                    |
| 1934/35   | FC Bishop Auckland         | 0:0 n. V. | FC Wimbledon                  | Ayresome Park                 |
| Replay    | FC Bishop Auckland         | 2:1       | FC Wimbledon                  | Stamford Bridge               |
| 1935/36   | Casuals FC                 | 1:1 n. V. | FC Ilford                     | Selhurst Park                 |
| Replay    | Casuals FC                 | 2:0       | FC Ilford                     | Upton Park                    |
| 1936/37   | Dulwich Hamlet             | 2:0       | FC Leyton                     | Upton Park                    |
| 1937/38   | FC Bromley                 | 1:0       | Erith & Belvedere             | The Den                       |
| 1938/39   | FC Bishop Auckland         | 3:0       | AFC Willington                | Roker Park                    |
| 1945/46   | FC Barnet                  | 3:2       | FC Bishop Auckland            | Stamford Bridge               |
| 1946/47   | FC Leytonstone             | 2:1       | FC Wimbledon                  | Highbury                      |
| 1947/48   | FC Leytonstone             | 1:0       | FC Barnet                     | Stamford Bridge               |
| 1948/49   | FC Bromley                 | 1:0       | FC Romford                    | Wembley-Stadion               |
| 1949/50   | AFC Willington             | 4:0       | FC Bishop Auckland            | Wembley-Stadion               |
| 1950/51   | AFC Pegasus                | 2:1       | FC Bishop Auckland            | Wembley-Stadion               |
| 1951/52   | Walthamstow Avenue         | 2:1       | FC Leyton                     | Wembley-Stadion               |
| 1952/53   | AFC Pegasus                | 6:0       | Harwich & Parkeston           | Wembley-Stadion               |
| 1953/54   | Crook Town                 | 2:2 n. V. | FC Bishop Auckland            | Wembley-Stadion               |
| Replay    | Crook Town                 | 2:2 n. V. | FC Bishop Auckland            | St. James’ Park               |
| 2. Replay | Crook Town                 | 1:0       | FC Bishop Auckland            | Ayresome Park                 |
| 1954/55   | FC Bishop Auckland         | 2:0       | FC Hendon                     | Wembley-Stadion               |
| 1955/56   | FC Bishop Auckland         | 1:1 n. V. | Corinthian-Casuals FC         | Wembley-Stadion               |
| Replay    | FC Bishop Auckland         | 4:1       | Corinthian-Casuals FC         | Ayresome Park                 |
| 1956/57   | FC Bishop Auckland         | 3:1       | Wycombe Wanderers             | Wembley-Stadion               |
| 1957/58   | FC Woking                  | 3:0       | FC Ilford                     | Wembley-Stadion               |
| 1958/59   | Crook Town                 | 3:2       | FC Barnet                     | Wembley-Stadion               |
| 1959/60   | FC Hendon                  | 2:1       | FC Kingstonian                | Wembley-Stadion               |
| 1960/61   | Walthamstow Avenue         | 2:1       | West Auckland Town            | Wembley-Stadion               |
| 1961/62   | Crook Town                 | 1:1 n. V. | FC Hounslow Town              | Wembley-Stadion               |
| Replay    | Crook Town                 | 4:0       | Hounslow Town                 | Ayresome Park                 |
| 1962/63   | FC Wimbledon               | 4:2       | Sutton United                 | Wembley-Stadion               |
| 1963/64   | Crook Town                 | 2:1       | FC Enfield                    | Wembley-Stadion               |
| 1964/65   | FC Hendon                  | 3:1       | Whitby Town                   | Wembley-Stadion               |
| 1965/66   | FC Wealdstone              | 3:1       | FC Hendon                     | Wembley-Stadion               |
| 1966/67   | FC Enfield                 | 0:0 n. V. | Skelmersdale United           | Wembley-Stadion               |
| Replay    | FC Enfield                 | 3:0       | Skelmersdale United           | Maine Road                    |
| 1967/68   | FC Leytonstone             | 1:0       | Chesham United                | Wembley-Stadion               |
| 1968/69   | FC North Shields           | 2:1       | Sutton United                 | Wembley-Stadion               |
| 1969/70   | FC Enfield                 | 5:1       | FC Dagenham                   | Wembley-Stadion               |
| 1970/71   | Skelmersdale United        | 4:1       | FC Dagenham                   | Wembley-Stadion               |
| 1971/72   | FC Hendon                  | 2:0       | FC Enfield                    | Wembley-Stadion               |
| 1972/73   | Walton & Hersham           | 1:0       | Slough Town                   | Wembley-Stadion               |
| 1973/74   | Bishop’s Stortford FC      | 4:1       | FC Ilford                     | Wembley-Stadion               |

1. 1 2 3 4 5 6 7 8 9 10 11 12  Es ist nur der Austragungsort, nicht aber das Stadion bekannt.